# Solidar Sterbegeldversicherung
Die Solidar Sterbegeldversicherung ist eine deutsche Sterbegeldversicherung in der Rechtsform eines VVaG (Versicherungsverein auf Gegenseitigkeit) mit rund 90.000 Mitgliedern und einer Bilanzsumme von rd. € 143 Mio. (2013).

## Geschichte
Angestellte des Gussstahlwerkes „Bochumer Verein“ gründeten am 1. April 1922 die „Sterbeunterstützungseinrichtung der Angestellten des Bochumer Vereins“. In den Anfangsjahren erfolgte die Hilfe nach dem Umlageverfahren, d. h. im Sterbefall wurden die Kosten anteilig auf alle Mitglieder verteilt. Am 24. März 1939 erlangte die kleine Bochumer Sterbekasse die Rechtsfähigkeit als kleinerer Versicherungsverein auf Gegenseitigkeit. Dies bedeutete, dass die Mitglieder im Rahmen fester Mitgliedsbeiträge und auf versicherungsmathematischer Grundlage zugesagter Leistungen verbindlich einen Rechtsanspruch auf die Zahlung eines Sterbegeldes hatten. Die Kasse konnte ihrerseits Vermögen und Sicherheitsrücklagen bilden. In diesem Zusammenhang unterliegt die Kasse seitdem der Versicherungsaufsicht (heute zuständig ist die Bundesanstalt für Finanzdienstleistungsaufsicht – BaFin).
Das Ende des Zweiten Weltkrieges sowie die anschließende Währungsreform überstand die Solidar auch finanziell. Nachdem das RM-Vermögen von 202.000 (1945) als DM-Vermögen bis Ende 1948 bereits wieder auf 23.000 gestiegen war, wurden 1949 1.971 Mitglieder gezählt. Nachdem 1951 die Sterbekasse auch aufgrund ihrer guten finanziellen Lage für alle Mitarbeiter sowie Werksrentner des Bochumer Vereins (zum damaligen Zeitpunkt rd. 12.000 Arbeitnehmer) und ihre Angehörigen geöffnet wurde, stieg die Mitgliederzahl 1952 auf 26.086 an. 1966 erfolgte die endgültige Fusion der Bochumer Verein für Gußstahlfabrikation AG mit der Friedrich Krupp AG. Gleichzeitig wurde die „Sterbekasse Bochumer Verein“ in „Sterbekasse Fried. Krupp Hüttenwerke“ umbenannt. Hierdurch war die Sterbekasse für die 100.000 Mitarbeiter aus dem Krupp-Konzern offen. Die Mitgliederzahl der Sterbekasse hat sich hierdurch bis zum Ende der 1960er-Jahre auf fast 90.000 erhöht.
1986 wurde die Sterbekasse von einer rein betrieblichen Einrichtung zur Publikumsversicherung umgewandelt und damit für alle Interessenten, auch außerhalb des Krupp-Konzerns, geöffnet. Hiermit verbunden erfolgte Anfang 1988 die Umfirmierung zum heutigen Namen: Solidar Versicherungsgemeinschaft Sterbegeldversicherung VVaG. In der Folge hat sich die Mitgliederzahl bis zur Jahrtausendwende auf rd. 100.000 erhöht. Zudem haben sich seitdem auch einige kleinere Sterbekassen dem Modell der Solidar angeschlossen und wurden auf die Solidar übertragen. Hierdurch konnte eine Stabilisierung der Mitgliederzahlen erreicht werden. Nachdem aufgrund der Historie insbesondere viele Menschen aus dem Ruhrgebiet mit ihren teilweise jahrzehntelangen Mitgliedschaften den Kern der Solidar bilden, versichern sich heute Menschen aus ganz Deutschland und teilweise sogar aus dem Ausland bei der Versicherung.
2003 hat die SOLIDAR den Versicherungsbestand der Begräbnis-Beihilfe der Gemeinde Gennebreck und der Kirchengemeinde Herzkamp VVaG und der Sterbekasse „Allgemeine Begräbnishilfe“ VVaG (Wetter/Ruhr) übernommen.
2005 hat die Solidar den Versicherungsbestand der Allgemeine freiwillige Sterbekasse Meinerzhagen (Meinerzhagen) übernommen, 2009 den der Vorsorgekasse für Führungskräfte in der ULA VaG (Essen).
2017 wurde die "Sterbekasse Hoffnung" in Wuppertal (gegr. 1842) übernommen.

## Gremien
In der organisatorischen Struktur der Solidar spiegelt sich weiterhin der Ursprung als ausschließlich im Interesse der Mitglieder stehende Einrichtung wider. Die Mitgliedervertretung ist das oberste Organ der Versicherung. Sie besteht aus 100 auf 5 Jahre gewählten Solidar-Mitgliedern, die regelmäßig zur Vertreterversammlung zusammenkommen. Die Mitgliedervertretung wählt den Aufsichtsrat und ist an allen wichtigen Beschlüssen beteiligt. Der Aufsichtsrat besteht aus bis zu 6 Mitgliedern. Als gesetzliches Kontrollorgan begleitet er den Vorstand beratend und prüft dessen geschäftliche Entscheidungen. Der Vorstand bildet die unternehmerische Führung des Unternehmens und setzt sich derzeit aus zwei Mitgliedern zusammen.